# 济南遥墙国际机场
濟南遥墙國際機場是位於中國山東省濟南市历城区遥墙街道、臨港街道、章丘区高官寨街道境内的民用機場，距市中心区域約30公里，有济青高速、青银高速及濟南绕城高速公路与市區相通。山东航空及中国东方航空在此设有飞行基地。济南国际机场航站楼建筑总面积16万平方米，可保障年旅客吞吐量1200万人次，高峰小时4500人次，飞机起降10万架次的需求；飞行区运行许可等级为4E级，可起降波音747-400及以下各型飞机；机坪共44万平方米，可同时停放57架C类以上飞机，设有36个登机桥。
2023年，济南国际机场旅客吞吐量1756.1万人次，保障航班13.67万架次，货邮14.4万吨，执行航线近150条，通航城市82个，其中国际航线15条，地区航线2条。

## 历史
1992年7月26日，济南机场一期通航。一期工程按每年客运量50萬人次规模设计，航站楼建筑樓地板面积達1.35万平方米，機場跑道长2600米，总投资額3亿元人民币。但由於使用頻繁，到了1994年，其機場客运吞吐量就已超过原设计能力，亟需進行擴建工程。
1998年，济南机场进行飞行區域的扩建工程，加碼投资3.4亿元人民幣。其擴建工程是将原跑道向南延伸1000米，改为平行滑行道；在原跑道东侧200米处新建一条长3600米、宽60米的主跑道；主跑道与滑行道之间新建7条联络道，并完善了其他相关系统等；扩建后，飞行区等级为4E级，可起降波音747-400及以下各型飞机。
2000年10月，飞行区扩建工程正式竣工。
2003年，航站区扩建工程启动，這次工程投资16亿元人民幣，擴建工程將包括周圍1300畝土地。
2005年3月28日，航站区扩建工程投入运营，包括新航站楼工程、站坪工程。工程以2010年为目标年，按年旅客吞吐量800万人次、高峰小时3200人次规模设计。新建航站楼南北长465米，宽在120到50米区间变化，屋面最高点32.8米，建筑总面积8万平方米。原有航站楼被改建为1.4万平米的货运楼。
2012年3月，航站楼南指廊工程启动，工程总投资约7.35亿元，新增建设用地480亩。
2015年12月30日，航站楼南指廊工程投入使用，新启用的指廊位于现航站楼南侧，建设面积2.94万平方米，分为连接主楼的连廊及候机指廊两部分，其中连廊长127米、宽25米，指廊长300米、宽36米；扩建站坪15.5万平方米，新增13个廊桥，其中包括2部双活动端登机桥；新建两条中转、贵宾安检通道，并对航站楼的弱电生产系统、安防系统进行了改造升级。南指廊启用后，航站楼总面积达11.4万平方米，登机桥24个，可满足年旅客吞吐量1200万人次、货邮吞吐量10万吨、飞机起降10万架次的需求。
2017年2月，济南市城乡建设委官网发布《济南遥墙国际机场航站区扩建北指廊工程初步设计和施工图设计项目》招标公告，扩建北指廊工程面积5.47万平方米,设计为国际指廊，具备航班中转、换乘功能。北指廊共建设12个登机桥，同时工程还将改造现有飞行区滑行道局部设施，新建临时停车场6万余平方米，包括社会停车场30216平方米，出租车蓄车场30528平方米。北指廊工程于2017年7月开工，预计2020年建成。届时,济南机场能够满足2022年1823万旅客吞吐量的需求。
2017年9月28日上午，济南国际机场举行第二平行滑行道及配套站坪工程开工仪式。该工程投资约3.1亿元，总工期480天，主要包括在济南机场主跑道的东侧新建第二平行滑行道、扩建现有站坪、新建服务车道等五项内容。工程竣工后，预计新增机位11个，大大提高跑道运行效率，缩短飞机等待时间，进一步提升济南机场保障能力。
2018年10月济南机场旅客过夜用房完成省发改委项目备案，该项目位于济南遥墙国际机场现航站楼西南侧，是一座联体建筑，包含一个五星级酒店和一个三星级酒店，约600间客房，估算总投资约6亿元。
根据济南遥墙国际机场总体规划，未来将实现“3、4、8”发展目标，即建成3座航站楼、4条跑道，满足年旅客吞吐量8000万人次保障需求。

## 未来建设
未来，机场将拥有4条跑道、3大航站楼，并与城市轨交、城际铁路、高速公路有机衔接，构建现代化综合交通体系。

新修编的总体规划将济南遥墙国际机场定位为区域性枢纽机场、大型机场。近期规划2030年旅客吞吐量为5000万人次，货邮吞吐量52.3万吨，飞机起降38.3万架次;远期规划2050年旅客吞吐量8000万人次，货邮吞吐量150万吨，飞机起降59.3万架次。

根据总体规划，济南遥墙国际机场近期规划用地面积1974.35公顷，新增西一、西二跑道和T2航站楼;远期规划用地面积3237.5公顷，将新增第四跑道和T3航站楼。在与其他交通方式衔接方面，机场将引入济南地铁3号线、1号线(支线)和济滨城际铁路，拓宽改造机场高速和东绕城高速，预留城市轨道线路，全力打造以机场为核心，衔接顺畅、服务便捷、集约环保的现代化综合交通体系。

## 机场交通

### 机场巴士
1号线：遥墙国际机场←→玉泉森信大酒店，票价20元
- 运营时间：前往机场6:00-20:00，前往市区9:00-最晚航班落地

2号线：遥墙国际机场←→济南火车站，票价20元
- 运营时间：前往机场5:00-20:00，前往市区8:20-21:00

3号线：遥墙国际机场←→济南西站，票价20元
- 运营时间：前往机场7:00-19:00，前往市区9:00-21:00

4号线：遥墙国际机场←→二七南路1号集散中心，票价20元
- 运营时间：前往机场7:00-18:30，前往市区9:15-20:45

5号线：遥墙国际机场←→银丰华美达酒店，票价20元
- 运营时间：前往机场7:00-18:00，前往市区9:30-20:30

6号线：遥墙国际机场←→格林云天酒店，票价20元
- 运营时间：前往机场7:00-19:00，前往市区9:00-21:00

### 机场公交
B309路：新航大道机场北路←→郭店立交桥西，票价2元
- 运营时间：新航大道机场北路方向 7:00-20:30；郭店立交桥西方向 5:30-19:00

摆渡3号线：遥墙机场←→济南东站公交东枢纽，票价2元
- 运营时间：遥墙机场方向 7:00-20:00；济南东站公交东枢纽方向 8:00-21:00

### 地铁
济南轨道交通3号线二期在遥墙机场设2座车站：机场北站（服务T2航站楼）、机场南站（服务T1、T3航站楼），其中机场南站已于2024年11月22日开通，机场北站预计与T2航站楼共同开通。

## 航空公司與航点

### 境內航線
| 航空公司     | 目的地 |
| ------------ | --- |
| 山东航空     | 煙台、威海、大连、沈阳、长春、哈尔滨、呼和浩特、西安、银川、兰州、西宁、乌鲁木齐、喀什、上海/虹橋、温州、舟山、衢州、福州、厦门、泉州、武夷山、武汉、长沙、广州、深圳、珠海、海口、三亚、南宁、桂林、成都/天府、綿陽、重庆/江北、贵阳、昆明、麗江（经绵阳）、张家界、库尔勒、台州、白山 |
| 中国东方航空 | 鄂尔多斯、长春、佳木斯、齐齐哈尔、上海/虹桥、上海/浦东、南昌、西安、银川、西宁（经鄂尔多斯）、广州、重庆、成都/天府、昆明、兰州、武汉、大连、哈尔滨、长沙 |
| 中国南方航空 | 哈尔滨、长沙、广州、乌鲁木齐、深圳、揭阳、喀什 |
| 中国国际航空 | 成都/天府、大连（由大連航空營運）、长沙（由大連航空營運） |
| 首都航空     | 哈尔滨、三亚、西安、海口、丽江 |
| 海南航空     | 沈阳、长沙、三亚、海口、乌鲁木齐、广州 |
| 厦门航空     | 哈尔滨、大连、长春、乌鲁木齐、厦门、福州、泉州、长沙 |
| 四川航空     | 三亚、长春、哈尔滨、成都/双流、成都/天府、广元、昆明、重庆、西安、南宁、巴中 |
| 北部湾航空   | 南宁、西宁、榆林、成都/天府、重庆、张家界、海口、北海、十堰 |
| 西部航空     | 深圳、重庆、贵阳、银川、长沙、成都/天府 |
| 金鵬航空     | 深圳、绵阳、贵阳 |
| 成都航空     | 成都/天府、温州、长沙、鸡西、贵阳、长春、哈密 |
| 桂林航空     | 桂林、张家界、海口 |
| 祥鹏航空     | 成都/天府、昆明、西双版纳、泸州、赣州 |
| 华夏航空     | 包头、锡林浩特 |
| 天津航空     | 西安、通辽、重庆 |
| 春秋航空     | 大连、兰州、成都/天府、恩施、大连 |
| 乌鲁木齐航空 | 湛江、长沙 |
| 多彩贵州航空 | 遵义、贵阳、宜宾 |
| 长龙航空     | 珠海、哈尔滨、西宁 |
| 深圳航空     | 深圳、广州 |
| 西藏航空     | 拉萨、南充 |
| 昆明航空     | 昆明、荆州、汉中 |
| 东海航空     | 昆明、宜昌、深圳、上饶 |
| 青岛航空     | 福州、长春 |
| 江西航空     | 南昌、沈阳 |
| 瑞丽航空     | 沈阳 |
| 河北航空     | 沈阳 |

### 港澳台/國際航线
| 航空公司     | 目的地                                            |
| ------------ | ------------------------------------------------- |
| 山东航空     | 香港、首尔/仁川、大阪/關西、曼谷/素万那普、新加坡 |
| 中国东方航空 | 悉尼（2025年10月26日停辦）                        |
| 北部湾航空   | 普吉岛                                            |
| 大韓航空     | 首爾/仁川                                         |
| 可依航空     | 首爾/仁川                                         |
| 越捷航空     | 芽庄                                              |
| 泰國獅子航空 | 曼谷/廊曼                                         |

## 统计
请参阅源Wikidata查询.

## 外部連結
- 济南国际机场（简体中文）